# Hjalmar Branting
 (août 2019).
Si vous disposez d'ouvrages ou d'articles de référence ou si vous connaissez des sites web de qualité traitant du thème abordé ici, merci de compléter l'article en donnant les références utiles à sa vérifiabilité et en les liant à la section « Notes et références ».
Karl Hjalmar Branting , né le 23 novembre 1860 à Stockholm et mort le 24 février 1925 dans cette même ville, est un homme d'État suédois, corécipiendaire du prix Nobel de la paix en 1921.

## Biographie
Après avoir étudié l'astronomie, il fut assistant à l'observatoire de Stockholm, mais abandonna sa carrière scientifique pour se consacrer au journalisme en 1884. Il lança en 1886 le journal Social-Demokraten, et fut en 1889 avec August Palm l'un des principaux participants à la fondation du Parti social-démocrate suédois des travailleurs, dont il fut le premier représentant à être élu au parlement en 1897, puis le dirigeant de 1907 à 1925.
Acceptant la révision du marxisme avancée par Eduard Bernstein, il prône alors une transition pacifique du capitalisme au socialisme. Il pensait que si les ouvriers avaient le droit de vote, cette transition pourrait être réalisée par les parlementaires.
Il fut à trois reprises premier ministre de la Suède, du 10 mars au 27 octobre 1920 (gouvernement Branting I), du 13 octobre 1921 au 19 avril 1923 (gouvernement Branting II) et du 18 octobre 1924 au 24 janvier 1925 (gouvernement Branting III). Il est le premier social-démocrate à avoir obtenu un poste si élevé. Il a également été ministre des Finances du 19 octobre 1917 au 5 janvier 1918 et ministre des Affaires étrangères du 13 octobre 1921 au 19 avril 1923.
Il a fait entrer la Suède à la Société des Nations, dans laquelle il était très actif.

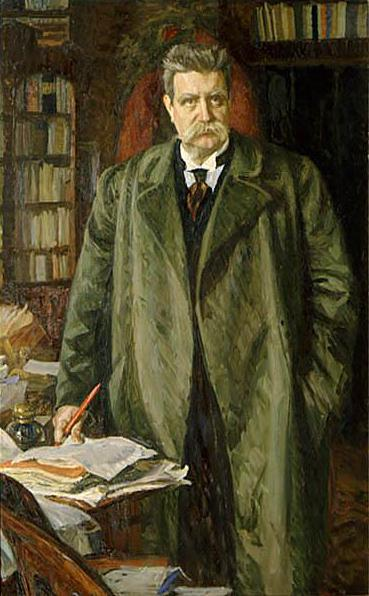
Portrait de Hjalmar Branting par Richard Bergh

Il soutenait en 1917 la révolution de Février en Russie, et défendait les mencheviks ainsi que le gouvernement de Aleksandr Kerenski, qu'il avait personnellement rencontré à Saint-Pétersbourg. Lors de la Révolution d'Octobre la même année, il condamna la prise de pouvoir par les bolcheviks. 1917 fut aussi la date de la césure dans le Parti social-démocrate, lorsque les partisans des bolcheviks prirent leurs distances pour fonder avec Zeth Höglund et Ture Nerman le premier Parti communiste suédois.
En 1921, il a partagé le prix Nobel de la paix avec Christian Lous Lange.